# Ванген (Швіц)
Ванген (нім. Wangen SZ) — громада  в Швейцарії в кантоні Швіц, округ Марх.

## Географія
Громада розташована на відстані близько 115 км на схід від Берна, 27 км на північний схід від Швіца.
Ванген має площу 8,5 км², з яких на 25,7% дозволяється будівництво (житлове та будівництво доріг), 59,9% використовуються в сільськогосподарських цілях, 10,4% зайнято лісами, 3,9% не є продуктивними (річки, льодовики або гори).

## Демографія
2019 року в громаді мешкало 5150 осіб (+10,8% порівняно з 2010 роком), іноземців було 15,3%. Густота населення становила 609 осіб/км².
За віковим діапазоном населення розподілялося таким чином: 18,3% — особи молодші 20 років, 63,5% — особи у віці 20—64 років, 18,2% — особи у віці 65 років та старші. Було 2223 помешкань (у середньому 2,3 особи в помешканні).
Із загальної кількості 1827 працюючих 103 було зайнятих в первинному секторі, 602 — в обробній промисловості, 1122 — в галузі послуг.